# 羽地ダム
羽地ダム（はねじダム）は、沖縄県名護市、二級河川・羽地大川本流に建設されたダムである。
内閣府沖縄総合事務局が管理する多目的ダムで、特定多目的ダム法に基づき建設された国土交通省直轄ダムである。羽地大川の治水と名護市及びその周辺地域にわたる1,217ヘクタールの灌漑、そして1日あたり最大1,217立方メートルの上水道用水を沖縄本島全域に供給する目的を有する。沖縄北部7ダムの一つ。ダムによって形成された人造湖は蔡温あけみお湖と命名された。

## 歴史
沖縄本島では第二次世界大戦後の経済成長などに伴って水の需要が増加し、しばしば水不足に見舞われた。人口が集中する沖縄本島南部だけでは需要を賄いきれなくなる恐れがあることから、水源を沖縄本島北部山間部に求めることになった。羽地ダムについては1966年5月にアメリカ陸軍工兵隊が計画し、1970年より琉球政府建設局が調査を始めた。1972年（昭和47年）の本土復帰により調査は沖縄開発庁に継承され、1981年（昭和56年）に建設事業が始まった。ダム本体は1996年（平成8年）3月に着工、2001年（平成13年）7月に試験湛水が開始され、2005年（平成17年）1月に竣工した。1984年（昭和59年）に示された基本計画では総事業費260億円の予定であったが、付け替え道路の変更や地すべり対策、赤土流出対策などの費用が加わり最終的な事業費は700億円にのぼった。
なお、羽地ダムは福地ダム（福地川）などと同様に、沖縄振興特別措置法第107条に基づき河川法第10条の特例として、二級河川ではあるが特定多目的ダム法に基づき建設された特定多目的ダムである。このため施工から管理までは一貫して国土交通大臣が行い、国土交通省直轄ダムの扱いを受けるが沖縄県については沖縄総合事務局に管理を委託している。

## 構造
左岸の地質が悪かったため重力式コンクリートダムは不適とされた。また、洪水吐きも右岸に設置することになった。左岸の地形を考慮して曲線状のダムとなっている。コア材はダム本体から上流3.2キロメートルの山から、ロック材はダム本体から上流1キロメートルの山から運ばれた。堤体上流側の傾斜は1:2.7、下流側の傾斜は1:2.2である。
洪水吐きは常用・非常用とも自由越流式である。減勢工は水平跳水式が採用されており、副ダムによる嵩上げのためバッフル型の二次減勢工が追加されている。取水設備として空気ロックで取水位置を制御する多孔型ゲートレス式が採用され費用の低減が図られた。また、放流設備において日本で初めて引張りラジアルゲートが採用されている。管理棟や取水塔は、18世紀に羽地大川の改修に携わった蔡温の五行思想を表すため5角形を基にデザインされている。堤高が高いため通常の階段式魚道では小型の魚やエビ・カニ類が移動できないことから、圧縮空気を用いて管内を移動させるエアリフト魚道が新たに開発された。

## 蔡温あけみお湖
ダムによって形成された人造湖は名護市に所縁があり、琉球王朝の三司官の一人で羽地大川の改修事業も手掛けた蔡温と、夜明け・曙を意味する「明け」、船の航行に適する底深い水路を意味する「澪」を組み合わせ、蔡温あけみお湖と命名された。ダム建設に伴い県道18号と市道羽地大川線が付け替えられ、市道には蔡温あけみお湖をまたぐエクストラドーズド橋のまたきな大橋が架けられた。
工事中には赤土が流出するのを防止するための沈砂池が設置された。また、工事中の坑道にオキナワコキクガシラコウモリが住み着いてしまい、これを保護するため新たに人工洞窟が整備された。